# Borghesia
Borghesia је словеначка група за електронску / рок музику, настала у Љубљани. Групу су формирали чланови алтернативне позоришне групе Театар ФВ-112/15. Borghesia је креирала своју естетику користећи слике онога што је забрањено и потиснуто. Њихов звук се често пореди са звуком других група из тог периода као што су D.A.F., Manufacture и Front 242, које многи наводе као главне покретаче етикете EBM која је описивала такву музику.
Borghesia је кренула на неколико концертних турнеја широм Европе, углавном 1988–91, које су биле рецензиране у великим музичким часописима у Енглеској, Немачкој итд. Издали су четири албума за Play It Again Sam, једној од важнијих инди издавача, који су такође имали лиценцу у САД и Канади. Алдо Иванчич је касније основао бенд Баст, који је данас познат на словеначкој музичкој сцени као продуцент. Borghesia су заједно са Лајбахом били истакнути представници словеначке алтернативне поп музике, а били су на врху листе компилацијских албума Trans Slovenia Express. Наступ уживо у Гетеборгу октобра 1988. била је тема једночасовног емитовања на шведском националном радију.

## Чланови
- Дарио Серавал, вокал (1982–1990, 2009 – данас), програмирање (1982–1991, 2009 – данас)
- Алдо Иванчич, бубњеви, програмирање (1982–1996, 2009 – данас)

Музичари на турнеји
- Ирена Томажин, вокал (2011 – данас)
- Јелена Русјан, бас (2011-данас)
- Андреј Мази, гитара (2011 – данас)

## Претходни чланови
- Земира Алајбеговић, видео (1982–1989)
- Горан Девиде, видео (1982, умро у Марибору 1988)
- Невен Корда, видео (1982–1989)
- Бруно Субиотто, главни вокал (1991–1993, 1996, умро у Љубљани 7. јула 2016) [4]

## Представе
- Затвореници
- Бодоцники
- Лустмордер ( Цанкарјев дом, Љубљана, 1984),
- Оголело место (1985)
- Боргезија (1988)

## Дисцограпхи
- Borghesia (1983)
- Clones (1984)
- Љубав је хладнија од смрти (1985)

- Their Laws, Our Lives (1986)
- No Hope, No Fear (1987)
- Escorts and Models (1988)
- Double Bill (1988)
- Naked, Uniformed, Dead (1988)
- Ogolelo mesto (1988)
- Surveillance and Punishment (1989)
- She Is Not Alone (1989)

- Resistance (1989)

- Message (1990)
- 4x12 (1991)
- Dreamers in Colour (1992)
- Pro Choice (1995)
- 20th Century - Selected Works (double CD) ( 2009)
- And Man Created God (2014)

- Проти капитулацији (2018)
- Un Chant d'Amour (2021) [5]